# Lazisko
Lazisko este o comună slovacă, aflată în districtul Liptovský Mikuláš din regiunea Žilina. Localitatea se află la altitudinea de 676 m deasupra n.m., se întinde pe o suprafață de 23,99 km2 și în 2017 număra 400 de locuitori.

## Istoric
Localitatea Lazisko este atestată documentar din 1396.

## Demografie
| An:                | 1994 | 2004   | 2014   | 2024   |
| ------------------ | ---- | ------ | ------ | ------ |
| Număr de persoane: | 428  | 424    | 404    | 371    |
| Diferență:         |      | −0,93% | −4,71% | −8,16% |

| An:                | 2023 | 2024   |
| ------------------ | ---- | ------ |
| Număr de persoane: | 365  | 371    |
| Diferență:         |      | +1,64% |